# Верхне-Чуфичево
Верхне-Чуфичево — село в Старооскольском городском округе Белгородской области. Находится в 15 километрах от города Старый Оскол. Входит в состав Долгополянской сельской территории.

## История
Свое название село получило по имени реки Чуфичка и впервые уже как село упоминается в дозорной книге за 1615 год. Архивный документ 1783 года сообщает о «порубке леса князей Трубецких крестьянами с. Никольское (Верхняя Чуфичевка) Старооскольской округи».
В селе была деревянная церковь во имя Святителя Чудотворца Николая, построенная в 1868 году местными крестьянами. При церкви была деревянная сторожка, построенная в 1869 году, вторая сторожка, в которой размещалась приходская школа, выстроена в 1898 году, там же находился хозяйственный сарай.
По документам переписи 1885 г. в селе Верхнее Чуфичево Долгополянской волости Старооскольского уезда – 106 дворов, 791 житель (405 мужского и 386 женского пола). В 1907 году в селе Верхне-Чуфичево Старооскольского уезда Долгополянской волости проживает 1235 жителей (614 мужского, 621 женского пола).
С лета 1928 года с. Верхне-Чуфичево – центр Верхне-Чуфичевского сельского Совета (два села и деревня) в Старооскольском районе. В 1931 году в с. Верхне-Чуфичево – 1536 жителей.
С июля 1942 года по январь 1943 года Верхне-Чуфичево находилось в зоне оккупации. 1 февраля 1943 года частями 305-й стрелковой дивизии освобождено от противника.
В 1958 году в Верхне-Чуфичевском сельсовете Старооскольского района – три села и две деревни, 592 жителя.
В 1959 году состоялось перезахоронение останков бойцов, павших при защите села, и открыт памятник. В 1975 году на могиле был воздвигнут нынешний памятник – скульптура воина в полный рост на постаменте.
С 1990 г. Верхне-Чуфичево — в Долгополянском сельсовете Старооскольского района. В 1997 года в селе – 101 домовладение, 323 жителя.
В связи с активным строительством хвостохранилища Стойленского ГОКа идёт постепенный выкуп домов и земельных участков у жителей села. Населению предоставляется возможность приобрести жильё в Старом Осколе либо в других сёлах района. По состоянию на 2020 год значительная часть села уже находится в зоне отвала. 

## Известные уроженцы
- Рощупкин, Александр Мефодиевич (28 ноября 1929 — 11 марта 2006, Симферополь) — советский партийный деятель. Депутат Верховного Совета УССР 10-11-го созывов. Кандидат в члены ЦК КПУ в 1981—1986 г. Член ЦК КПУ в 1986—1990 г.